# Athyrium schizochlamys
Athyrium schizochlamys är en majbräkenväxtart som först beskrevs av Ren-Chang Ching, och fick sitt nu gällande namn av K. Iwats., H.Ohba och S.B.Malla. Athyrium schizochlamys ingår i släktet Athyrium och familjen Athyriaceae. Inga underarter finns listade.